# Ilburnia cyathodis
Ilburnia cyathodis är en insektsart som först beskrevs av George Willis Kirkaldy 1910.  Ilburnia cyathodis ingår i släktet Ilburnia och familjen sporrstritar.

## Underarter
Arten delas in i följande underarter:
- I. c. fullawayi
- I. c. lanaiensis
- I. c. eeke
- I. c. nigrinervis